# Mare de Déu de Castellgermà
La Mare de Déu de Castellgermà és una capella del terme municipal de Sarroca de Bellera, al Pallars Jussà.
Està situada a l'antic poble de Castellgermà, abandonat de fa temps, aturonat al nord de Xerallo, a la dreta del riu de les Esglésies.